# Kiko Argüello
Francisco (Kiko) José Eduardo Argüello Wirtz (ur. 9 stycznia 1939 w León) – hiszpański malarz i współinicjator Drogi Neokatechumenalnej.

## Życiorys
Studiował malarstwo na Królewskiej Akademii Sztuk Pięknych św. Ferdynanda w Madrycie. W 1959 Argüello otrzymał Nagrodę Narodową za zasługi dla sztuki. W 2009 roku otrzymał doktorat honoris causa Papieskiego Instytutu Jana Pawła II dla Studiów nad Małżeństwem i Rodziną w Rzymie. W 2013 Kiko otrzymał doktorat honoris causa KUL.

### Kryzys oraz zmiana życia
W wyniku wewnętrznych kryzysów, Argüello postanowił poświęcić swoje życie Jezusowi oraz Kościołowi.
Uważając, że potrzeba ewangelizować wśród cierpiących ludzi, na wzór Karola de Foucauld, porzucił swoje dotychczasowe życie, przenosząc się do slumsów Madrytu, do zamieszkiwanej przez cyganów dzielnicy Palomeras Altas, biorąc ze sobą jedynie Pismo Święte oraz gitarę.

### Założenie Drogi Neokatechumenalnej
Kiko Argüello żył już przez jakiś czas wśród ubogich w Palomeras Altas, kiedy poznał Carmen Hernández, absolwentkę chemii oraz teologii, która pragnęła zostać misjonarką. Dzięki księdzu Farnésowi Schrerer, zostali zapoznani z odnową liturgiczną Drugiego Soboru Watykańskiego. Cyganie, wśród których żył Kiko, przychodzili do niego, poruszeni jego postawą chrześcijańską i pragnąc nawrócenia. Uformowała się z nich mała wspólnota chrześcijańska, korzystająca z innowacji liturgicznych Drugiego Soboru Watykańskiego. Ówczesny biskup Madrytu, Casimiro Morcillo, zainteresował się nowo powstałą wspólnotą i zaprosił Kiko i Carmen do poprowadzenia katechez w jednej z madryckich parafii – w ten sposób powstała kolejna tego typu wspólnota już poza slumsami. Kolejno powstawały wspólnoty w innych parafiach Madrytu, dając zalążek temu, co obecnie nazywa się Drogą Neokatechumenalną.

### Kiko Argüello aDroga Neokatechumenalnaobecnie
W wyniku czterdziestu lat pracy w ponad stu krajach, Neokatechumenat został oficjalnie zatwierdzony przez papieża Jana Pawła II, otrzymując statuty. Kiko Arguello oraz włoski ksiądz Mario Pezzi tworzą obecnie ekipę odpowiedzialną za Drogę Neokatechumenalną na świecie. W marcu 2009 Kiko był gościem specjalnym zebrania plenarnego Episkopatu Polski. 2 maja 2010 r. na warszawskim Torwarze odbyło się spotkanie powołaniowe dla młodzieży z Drogi Neokatechumenalnej (przybyło 11 tys. osób), w którym wziął udział i wygłosił katechezę Kiko Arguello.

## Architektura, malarstwo w liturgii
W przeciągu lat, Kiko Argüello namalował wiele obrazów o tematyce religijnej w różnych miejscach dla różnych Kościołów. Jest on również psalmistą komponującym pieśni dla Drogi Neokatechumenalnej.
W Rzymie namalował freski w krypcie kościoła Męczenników Kanadyjskich, w kościele Świętej Franciszki Cabrini oraz w kościele i krypcie kościoła Świętego Alojzego Gonzagi. W Porto San Giorgio – głównym ośrodku Drogi Neokatechumenalnej, zaprojektował Międzynarodowe Centrum Nowej Ewangelizacji. Zaprojektował również wiele spośród seminariów Redemptoris Mater.
W parafii Świętej Trójcy w Piacenzy wykonał jedno z największych malowideł na świecie (500 metrów kwadratowych). W lecie 2010 wykonał cykl 15 ikon (każda o rozmiarach 3x3 m) przedstawiających życie, mękę, śmierć i zmartwychwstanie Jezusa Chrystusa (cykl Korona misteryjna) w kościele seminarium Redemptoris Mater w Warszawie.

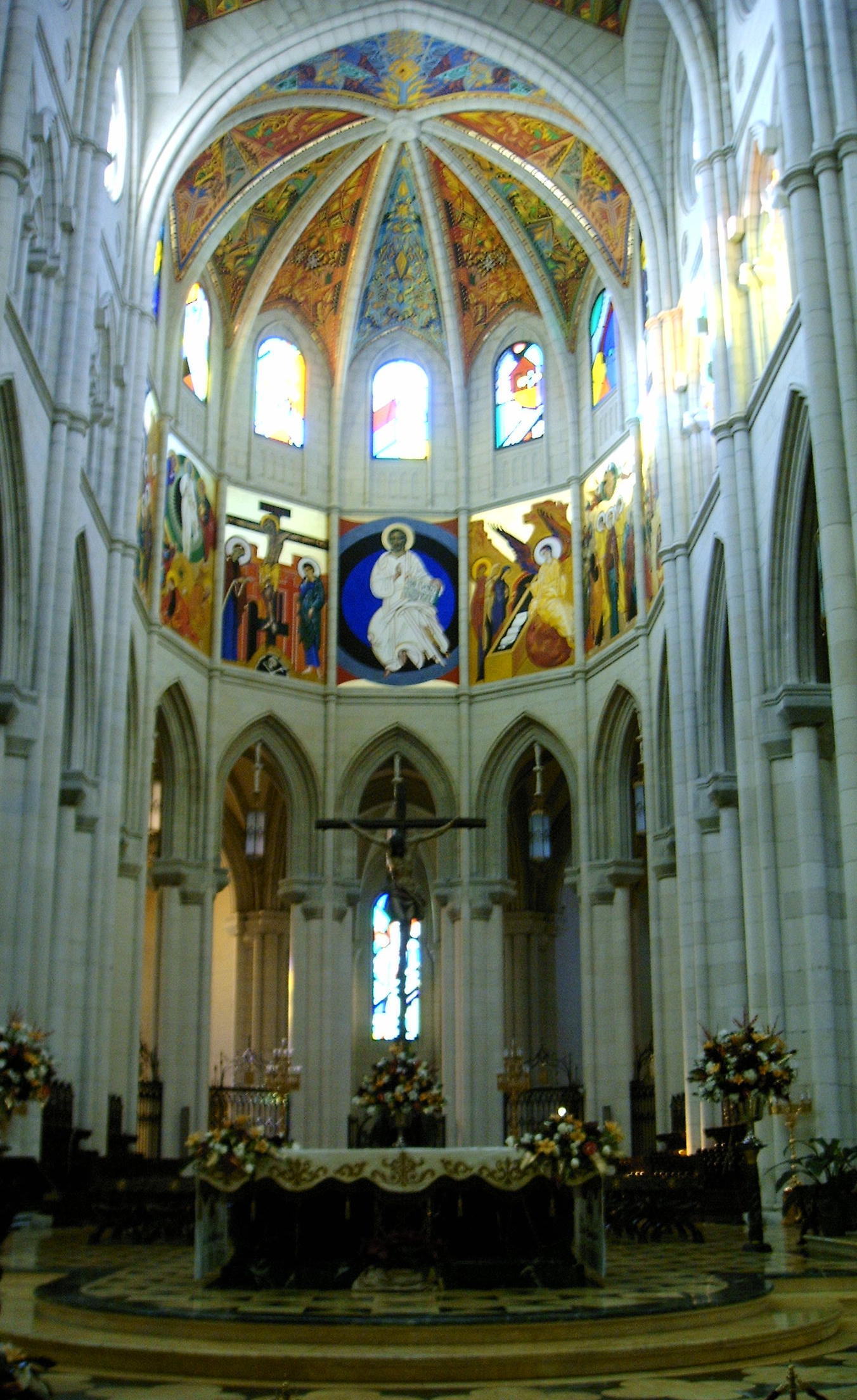
Wnętrze Katedry Almudena

W Madrycie zaprojektował wiele miejsc spotkań wspólnot Neokatechumenalnych oraz namalował kilka obrazów, między innymi w parafiach Świętego Józefa oraz Świętej Katarzyny Laboure. W tej ostatniej parafii był również współarchitektem.

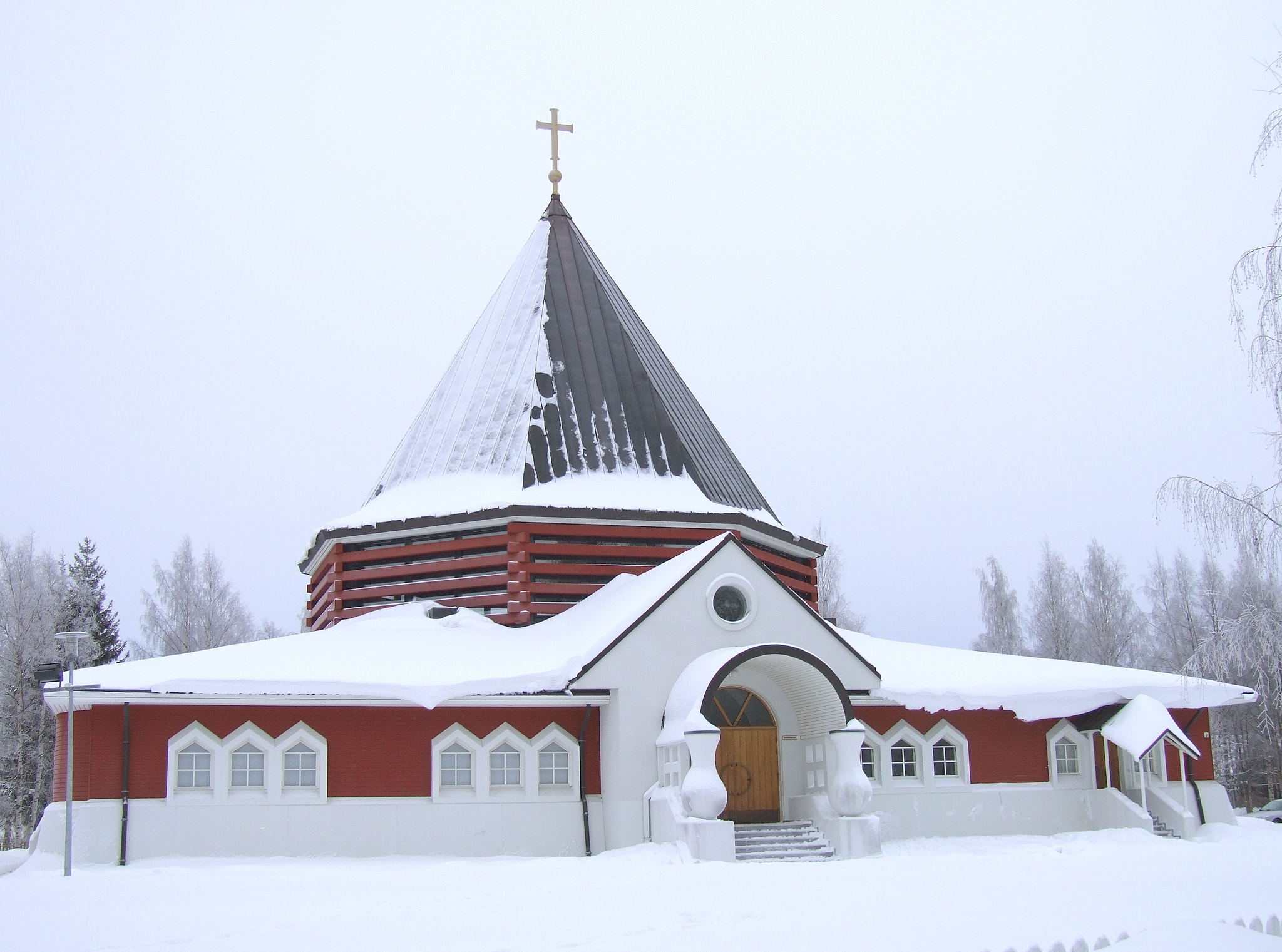
Kościół Świętej Rodziny w Oulu, zbudowany przez Drogę Neokatechumenalną. Luty 2006

W fińskim mieście Oulu współprojektował kościół parafialny.
W Izraelu jest współarchitektem głównego budynku składającego się na Domus Galilaeae oraz namalował tam ikonę, przedstawiającą sąd ostateczny.
Przed narodowym weselem księcia Filipa, następcy tronu hiszpańskiego, Kiko został wybrany do pomalowania wnętrza oraz zaprojektowania witraży w Katedrze de la Almudena.

## Życie prywatne
Argüello jest celibatariuszem świeckim, nie jest zatem członkiem kleru ani nie jest żonaty.